# Ivan Benigar (profesor)
Ivan Benigar, slovenski gimnazijski profesor, * 29. januar 1845, Ilirska Bistrica, † 20. december 1920, Radeče.

## Življenje in delo
Rodil se je v kmečki družini očetu Juriju in materi Neži (rojena Majdič). Po končani gimnaziji, ki jo je obiskoval na Reki, v Karlovcu in Zagrebu je na Dunaju študiral matematiko in fiziko. Tam je že leta 1870 izdal strokovno knjigo Über Diffusion von Gasgemengen. Leta 1872 je prišel poučevat na gimnazijo v Vinkovce, od 1876 do upokojitve 1914 pa je poučeval v Zagrebu, kjer je V izvestjih gornjogradske gimnazije 1885 objavil zgodovino njenega fizikalnega kabineta za obdobje 1850–1884.